# Niagara (Rebsorte)
Die Weißweinsorte  Niagara   wurde im Jahr 1868 von C.L. Hoag und B.W. Clark aus den Rebsorten Concord und Cassady neu gezüchtet. Die Markteinführung erfolgte 1882. Durch den Einfluss der Sorten Cassady und Concord handelt es sich um eine Hybridrebe, in der Gene der Wildreben Vitis labrusca und Vitis vinifera vorhanden sind.
In Brasilien entwickelte sie sich zur wichtigsten Weißweinrebe. Sie wird hauptsächlich in der Umgebung von  São Paulo angebaut. In den Vereinigten Staaten 
ist die Niagara vor allem in den US-Staaten New York (→ Weinbau in New York), Pennsylvania (→ Weinbau in Pennsylvania), Michigan (→ Weinbau in Michigan),  Washington (→ Weinbau in Washington)  und Ohio (→ Weinbau in Ohio) verbreitet.  In Kanada liegt der Schwerpunkt der Verbreitung auf die Region von Ontario.
Sie ist kälteresistent, ertragreich und eignet sich gut zum Transport, hat aber einen sehr starken Fox-Ton.
Siehe auch die Artikel Weinbau in Brasilien, Weinbau in den Vereinigten Staaten, Weinbau in Kanada sowie die Liste von Rebsorten.
Abstammung: Concord × Cassady

## Ampelographische Sortenmerkmale
In der Ampelographie wird der Habitus folgendermaßen beschrieben:
- Die Triebspitze ist eher schwachwollig und ihre Farbe ist gelblichgrün und hat einen karminroten Anflug. Die Jungblätter sind gelblichgrün und sie sind ebenfalls schwachwollig behaart.
- Die großen und recht dicken Blätter sind dreilappig bis fünflappig und mäßig gebuchtet. Die Stielbucht ist U- förmig offen. Das Blatt ist spitz gezähnt. Die Zähne sind im Vergleich der Rebsorten mittelweit gesetzt.
- Die konusförmige Traube ist  mittelgroß bis groß und dichtbeerig. Die rundlichen Beeren sind mittelgroß bis groß und von gelblich-grüner Farbe.

Die Rebsorte Niagara  reift ca. 20 Tage nach dem Gutedel und zählt daher zu den mittelspätreifenden Sorten. Sie verfügt über eine gute Resistenz gegen den Echten Mehltau und den Falschen Mehltau.

## Synonyme
Die Sorte Niagara ist auch unter den Namen Niagra branca, Niagara white und Concord white bekannt.